# 草梁駅 (韓国鉄道公社)
草梁駅（チョリャンえき）は、釜山広域市東区にかつて存在した京釜線の鉄道駅である。

## 歴史
- 1905年1月1日：京釜線開通に伴い営業開始[1][2]。
- 1908年4月1日：京釜線草梁駅 - 釜山駅間が開通[3]。
- 1953年11月27日：釜山大火により駅舎消失。
- 1965年7月23日：廃止[4]。